# La Tapisserie de Fionavar
La Tapisserie de Fionavar (titre original : The Fionavar Tapestry) est une trilogie de fantasy écrite par Guy Gavriel Kay de 1984 à 1986 et composée de L'Arbre de l'été, Le Feu vagabond et La Voie obscure. 

## Résumé

### L'Arbre de l'été
L'histoire débute dans la ville de Toronto où cinq jeunes gens, Kim, Jennifer, Paul, Kevin et Dave, se retrouvent à une conférence donnée dans leur université. Lors de la soirée qui suit, le conférencier se révèle en fait être un mage, Loren Mantel d'Argent, qui les invite à le suivre au royaume du Brennin, dans le monde de Fionavar, pour les festivités en l'honneur du cinquantenaire du règne du roi Ailell. Ils acceptent mais Dave est séparé de ses amis lors du lancement du rituel de passage entre les mondes. Kim, Jennifer, Paul et Kevin arrivent au Brennin et apprennent que le pays est accablé par une terrible sécheresse. Le roi Ailell refuse de sacrifier sa vie à l'intérieur de l'Arbre de l'été pour y mettre fin et a banni son fils aîné, Ailéron, qui voulait prendre sa place dans l'Arbre et a maudit son père à la suite de son refus.
Ysanne, la prophétesse du royaume, reconnaît en Kim sa successeure et réveille ses pouvoirs latents. Elle sacrifie ensuite sa propre vie à l'aide d'une dague magique pour lui conférer les connaissances nécessaires à sa tâche. Kim rencontre ensuite Ailéron. Kevin et Paul se lient d'amitié avec le prince Diarmuid, fils cadet d'Ailell, et l'accompagnent dans une expédition au royaume voisin du Cathal. À leur retour, Paul, qui se considère depuis longtemps comme responsable de la mort accidentelle de Rachel, sa petite amie, s'offre en sacrifice dans  l'Arbre de l'été. Jennifer est quant à elle enlevée par le seigneur des loups Galadan, lieutenant du dieu Rakoth Maugrim, qui fut vaincu et enchaîné à l'intérieur du mont Rangat il y a de cela des millénaires. Lors de sa troisième nuit dans l'arbre, la déesse Dana apparaît à Paul et lui montre qu'il n'est pas à blâmer pour la mort de Rachel. Paul est enfin libre de la pleurer et la pluie s'abat enfin sur le Brennin. Paul, miraculé de l'arbre, est renommé Pwyll-deux-fois-né, seigneur de l'Arbre de l'été. Rakoth Maugrim, qui s'est libéré, fait exploser le mont Rangat en signe de sa puissance retrouvée. À cette vue, le roi Ailell meurt d'une crise cardiaque. Ailéron, soutenu par Kim, revient faire valoir ses droits sur le royaume. Diarmuid, après avoir prouvé qu'il pouvait se débarrasser de son frère s'il le voulait, accepte qu'Ailéron soit couronné. 
Pendant ce temps, Dave a été recueilli par une tribu de Dalreï, les cavaliers de la plaine. Il partage leur vie et est renommé Davor après avoir été adopté par la tribu. Le chef Ivor envoie Dave au Brennin avec des cavaliers à la suite de l'explosion du mont Rangat mais la troupe tombe dans une embuscade. Dave et Levon, fils aîné d'Ivor, sont sauvés par la déesse Ceinwen, qui fait également don à Dave du légendaire cor d'Owein qui peut réveiller la Chasse sauvage, dont Levon découvre l'emplacement. Ailéron réunit un conseil de guerre et, lors de celui-ci, Kim a une vision lui montrant que Jennifer a été violée et est torturée par Rakoth Maugrim. Faisant appel au pouvoir du Baelrath, la pierre de la guerre, Kim ramène les cinq jeunes gens dans leur monde.

### Le Feu vagabond
Six mois plus tard, Jennifer, enceinte de Rakoth Maugrim, a décidé de garder le bébé. Galadan vient sur Terre pour la tuer et Paul les renvoie alors sur Fionavar. La traversée déclenche l'accouchement et Jennifer donne naissance à un garçon qu'elle nomme Darien et confie à des parents adoptifs. Kim attend le rêve qui lui apprendra le nom du guerrier qui les aidera dans la bataille contre Rakoth Maugrim. Il s'agit d'Arthur Pendragon, que Kim invoque à Glastonbury avant de retourner sur Fionavar avec lui et ses amis. En rencontrant Arthur, Jennifer accède à des souvenirs cachés et se remémore qu'elle était Guenièvre dans une vie antérieure. Alors que Darien grandit à une vitesse surnaturelle aux côtés de Finn, son frère adoptif, Fionavar subit un hiver particulièrement rigoureux qui ne semble pas devoir s'arrêter.
Kim, Dave et Levon partent réveiller la Chasse sauvage. Les cavaliers se réveillent mais, voyant qu'il manque leur guide, s'apprêtent à massacrer tout le monde. Finn, destiné par une prophétie à prendre la « route la plus longue », apparaît alors et prend la place de guide qui lui revient. Les cavaliers partent dans les cieux avec lui. Kevin, qui se sent inutile alors que tous ses amis ont un rôle à jouer, sacrifie sa vie à la déesse Dana pour mettre fin à l'hiver surnaturel causé par Metran, un mage renégat. Darien, se sentant trahi par le départ de Finn, se tourne de plus en plus vers les pouvoirs maléfiques de son père.
Arthur, Loren, le nain Matt Sören (source de la magie de Loren), Paul et Diarmuid partent pour l'île de Cader Sedat, où Metran réveille les morts à l'aide du chaudron de Khath Meigol. Loren tue Metran au cours d'un duel magique mais Matt Sören y laisse la vie. Dans la chambre des morts, Arthur trouve Lancelot du Lac et le réveille. Lancelot utilise son pouvoir curateur pour ressusciter Matt. Néanmoins, les pouvoirs magiques de Loren sont définitivement perdus. Arthur persuade Lancelot de repartir avec eux malgré les réticences de son ami qui ne veut pas causer de nouvelles souffrances en raison de son amour pour Guenièvre.

### La Voie obscure
Kim et Matt Sören partent chercher l'aide du peuple des Paraiko, des géants pacifiques que les serviteurs de Rakoth Maugrim tuent en les enfumant dans leurs cavernes, une protection magique empêchant quiconque de s'en prendre directement à eux. Avec l'aide de Tabor, fils cadet d'Ivor et cavalier de la licorne Imraith-Nimphais, Kim et Matt libèrent les Paraiko. À contrecœur, Kim utilise le Baelrath pour qu'ils passent outre leur pacifisme et combattent à leurs côtés, ce qui met également fin à leur protection. Darien, désormais convaincu qu'il est maléfique, vole la dague magique de Kim et part à la recherche de son père. Jennifer, pressentant que le libre-arbitre de son fils peut faire la différence, charge Lancelot de protéger Darien sur la route. Lancelot le sauve de créatures magiques de la forêt mais perd ensuite sa trace.
Pendant qu'une alliance des peuples de Fionavar se prépare à affronter l'armée de Rakoth Maugrim, Kim, Loren et Matt Sören partent pour le royaume des Nains, passés du côté du dieu maléfique. Matt compte reprendre la place légitime de roi. Il est vaincu dans un premier temps lors d'un concours d'éloquence mais parvient finalement à démontrer que Kaèn, qui a gouverné depuis son départ, a abusé les nains afin qu'ils combattent pour Rakoth Maugrim. Les deux armées sont désormais face-à-face. Diarmuid et Uathach, commandant de l'armée de Maugrim, s'entretuent en combat singulier. Le lendemain, la bataille commence et un dragon combattant pour Maugrim cause de terribles pertes aux alliés. Imraith-Nimphais se sacrifie pour tuer le dragon. Malgré tout, la bataille tourne en défaveur des forces du Bien. Darien arrive alors à la demeure de son père. Rakoth Maugrim réalise qu'avoir un fils le prive de sa condition d'immortel et tue Darien avec la dague magique. Ce faisant, il est lui aussi détruit par la malédiction de la dague.
L'armée des Ténèbres se débande à la mort de son chef mais Galadan, dont le but secret est en fait l'annihilation de Fionavar tout entier, sonne du cor d'Owein. La Chasse sauvage arrive et sème la destruction mais Finn fait une chute mortelle. Ruana, le chef des Paraiko, peut alors faire retourner la Chasse à son sommeil magique. Paul épargne Galadan et, ayant noué de forts liens avec la prêtresse Jaëlle malgré l'initiale hostilité de celle-ci, décide de rester à Fionavar. Jennifer part avec Arthur et Lancelot. Kim et Dave repartent pour notre monde.

## Univers de Fionavar
Les terres habitées de Fionavar sont délimitées par un vaste océan à l'ouest et une haute chaîne de montagnes à l'est. En partant du sud vers le nord, on trouve le Cathal, le pays des jardins ; le Brennin, le grand royaume ; la forêt de Pendarane, où vivent des esprits de la nature hostiles aux humains ; la Plaine, à l'est de Pendarane, où vivent les tribus nomades des Dalreï ; l'Eridu, à l'est de la Plaine, terres montagneuses ; le Daniloth, au nord de Pendarane, pays des Lios Alfar ; le Banir Lök et le Banir Tal, au nord de l'Eridu, montagnes sous lesquelles vivent les Nains ; et enfin, tout au nord, le mont Rangat, où est enfermé Rakoth Maugrim, et les terres désolées qui l'environnent. 
Les principales divinités de Fionavar sont le Tisserand à son métier, créateur de l'univers dont les fils de la tapisserie content l'histoire des mondes ; Mörnir du Tonnerre, à qui est dédié l'Arbre de l'été ; Dana, la mère nourricière ; Cernan, dieu des animaux et père de Galadan ; Ceinwèn à l'arc, la chasseresse, déesse des bois et sœur de Cernan ; Macha et Nemain, déesses de la guerre ; Liranan, dieu des mers ; et Owein, maître de la Chasse sauvage.

## Thèmes
Le libre arbitre et le prix du pouvoir sont les thèmes principaux de la trilogie. Les personnages principaux de l'œuvre doivent quasiment tous à un moment ou un autre prendre des décisions lourdes de conséquence, des choix moraux lourds à assumer, les concernant ou concernant d'autres personnes, dont vont dépendre les évènements à venir. Mais ces choix se révèlent rarement entièrement bons ou mauvais car quelqu'un doit presque toujours en payer le prix. Ainsi, Kim doit bouleverser la vie d'autres êtres en les entraînant dans la guerre et est de plus en plus accablée par ce pouvoir qu'elle a sur les autres, au point de ne plus être capable de le supporter ; les décisions de Jennifer concernent les gens qu'elle aime le plus et celle de laisser partir son fils Darien va amener celui-ci à prendre la décision la plus cruciale de toutes ; et les choix que font Paul et Kevin sont des sacrifices personnels qu'ils doivent effectuer pour le bien commun. Aucun pouvoir ne s'accompagne d'obligations et il y a toujours un prix à payer, la meilleure illustration en étant les mages qui tirent leurs pouvoirs de leurs sources, des proches qu'ils affaiblissent à chaque utilisation de magie, au risque de les tuer s'ils abusent de celle-ci.

## Influences
On peut penser que l'histoire a été fortement influencée par les ouvrages de John Ronald Reuel Tolkien car Guy Gavriel Kay a travaillé avec Christopher Tolkien à la parution du Silmarillion. Ainsi les Lios Alfar vivent dans un pays entouré de brume et protégé du mal comme l'anneau de Mélian, et Rakoth Maugrim dans une forteresse sombre du nord comme Morgoth. De même, nombre de personnages et lieux se ressemblent, par exemple :
- Aileron/Aragorn : héritier du royaume principal, en exil, excellant dans le maniement des armes
- Lios Alfar/Elfes : tous deux immortels d'une beauté sans égale et ayant un royaume tel que le Valinor au-delà des mers qui les attend, premiers enfants des dieux
- Loren Mantel d'Argent/Gandalf : tous deux mages grisonnants
- Rakoth Maugrim/Morgoth : tous deux Dieux déchus
- peuple des Dalreï/Rohirrim : tous deux peuples des plaines, grands cavaliers
- Cavall le chien gris/Huan : tous deux chiens exceptionnels

Cependant on ne peut pas dire que le livre de Guy Gavriel Kay soit une copie de celui de Tolkien. Ils tirent surtout tous les deux leur inspiration des mêmes contes et légendes, nordiques et celtes principalement. La Chasse sauvage et le chaudron de Khath Meigol, qui renvoie à celui du Annwvyn, se réfèrent ainsi à la mythologie celte, alors que les épreuves que doit subir Paul Shafer, seigneur de l'Arbre de l'été, se réfèrent à la légende d'Odin, son sacrifice dans l'arbre de l'été renvoyant à celui d'Odin dans Yggdrasil, l'Arbre-Monde dans la mythologie nordique. Le dieu Mörnir du Tonnerre est une combinaison de Thor et d'Odin et ses deux corbeaux sont les Hugin et Munin d'Odin. Le personnage de Rakoth Maugrim est influencé par Loki, tous deux étant des anomalies ne faisant pas partie de l'ordre des choses ; et celui de Galadan, seigneur des loups, rappelle Fenrir par son apparence et par le rôle qu'il a à tenir dans la destruction du monde.
Mais les influences de Kay ne s'arrêtent pas aux mêmes que Tolkien, il y incorpore aussi d'autres légendes plus proches historiquement comme celle du roi Arthur, d'où il tire un fragment très peu connu, les bébés de mai, qui se réfère à un incident dans la légende arthurienne dans laquelle le Roi Arthur, à la recherche de son fils illégitime Mordred, tue plusieurs centaines d'enfants nés en mai.

## Distinctions
En 1986, L'Arbre de l'été a été nommé au prix Locus du meilleur roman de fantasy, terminant à la septième place. En 1987, Le Feu vagabond a remporté le prix Aurora et l'ensemble de la trilogie a été nommé au prix Mythopoeic. En 1988, La Voie obscure a été nommé au prix Aurora.